# Barthélemy Vignon
Barthélemy Vignon (Lione, 1762 – Parigi, 26 luglio 1846) è stato un architetto francese.

## Biografia
In collaborazione con Jean-Thomas Thibault nel 1805 realizzò il Padiglione della Piccola Malmaison adiacente al Castello di Malmaison per l'imperatrice Giuseppina.
Morì a Parigi il 26 luglio 1846 all'età di 84 anni. È sepolto nel Cimitero di Père-Lachaise.

## Opere realizzate
- Palazzo dell'Eliseo, Parigi
- Castello di Neuilly
- Castello di Malmaison
- Castello di Saint-Leu
- Appartamento della regina Ortensia a Parigi
- Appartamento de Caraman, 18 via Babylone, Parigi